# Juan Bautista Aguirre y Carbo
Juan Bautista Aguirre y Carbo (Daule, actual Equador, 11 d'abril de 1725 - Tívoli, Itàlia, 15 de juny de 1786) va ser un escriptor i poeta de l'Amèrica colonial. És considerat com un dels precursors de la poesia hispanoamericana i equatoriana.
Jesuïta (des de 1758) estudià a Quito i ensenyà a la universitat d'aquesta ciutat fins a l'expulsió dels jesuïtes, marxant aleshores a Faenza (Itàlia) lloc de confinament dels jeuïtes de Quito passant després a Roma quan el Papa Climent XIV va suprimir l'orde de la Companyia de Jesús.

## Obra poètica, literària i religiosa
Va fer oratòria sagrada, i com poeta escriví sobre temes religiosos, morals, amorosos i sovint mitològics. La seva poesia segueix a Góngora.
La major part de la seva producció no fou descoberta fins a 1937 entre les quals destaca Versos castellanos, obras juveniles, misceláneas